# Ministeri de Justícia, Transparència i Drets Humans de Grècia
El Ministeri de Justícia, Transparència i Drets Humans (en grec: Υπουργείο Δικαιοσύνης, Διαφάνειας και Ανθρωπίνων Δικαιωμάτων) és un departament governamental de Grècia encarregat de la supervisió de legal i del sistema judicial del país. Va ser fundat com la Secretaria d'Estat de Justícia (επί της Δικαιοσύνης Γραμματεία της Επικρατείας) a l'abril de 1833, i era conegut com el Ministeri de Justícia (Υπουργείο Δικαιοσύνης) fins a octubre de 2009. L'actual ministre és Christos Geraris.

## Llista dels Ministres de Justícia (1974-2009)
| Nom                           | Entrada                | Salida                 | Partit                           | Notes                    |
| ----------------------------- | ---------------------- | ---------------------- | -------------------------------- | ------------------------ |
| Konstantinos Papakonstantinou | 24 de juliol de 1974   | 9 d'octubre de 1974    | Nova Democràcia                  | Govern d'Unitat Nacional |
| Konstantinos Stefanakis       | 21 de novembre de 1974 | 21 d'octubre de 1977   | Nova Democràcia                  |                          |
| Spyridon Yaggas               | 21 d'octubre de 1977   | 28 de novembre de 1977 | Nova Democràcia                  |                          |
| Georgios Stamatis             | 28 de novembre de 1977 | 17 de setembre de 1981 | Nova Democràcia                  |                          |
| Solon Raggas                  | 17 de setembre de 1981 | 21 d'octubre de 1981   | Nova Democràcia                  |                          |
| Efstathios Alexandris         | 21 d'octubre de 1981   | 5 de juliol de 1982    | Moviment Socialista Panhel·lènic |                          |
| Georgios-Alexandros Mangakis  | 5 de juliol de 1982    | 22 de maig de 1984     | Moviment Socialista Panhel·lènic |                          |
| Nikolaos Papantoniou          | 22 de maig de 1984     | 21 de juny de 1984     | Moviment Socialista Panhel·lènic |                          |
| Georgios-Alexandros Mangakis  | 21 de juny de 1984     | 9 de maig de 1985      | Moviment Socialista Panhel·lènic |                          |
| Konstantinos Kounougeris      | 9 de maig de, 1985     | 5 de junhy de, 1985    | Moviment Socialista Panhel·lènic |                          |
| Miltiadis Papaioannou         | 5 de juny de 1985      | 26 de juliol de 1985   | Moviment Socialista Panhel·lènic |                          |
| Georgios-Alexandros Mangakis  | 26 de juliolo de 1985  | 25 d'abril de 1986     | Moviment Socialista Panhel·lènic |                          |
| Apostolos Kaklamanis          | 25 d'abril de, 1986    | 5 de febrer de, 1987   | Moviment Socialista Panhel·lènic |                          |
| Eleftherios Verivakis         | 5 de febrer de, 1987   | 23 de setembre de 1987 | Moviment Socialista Panhel·lènic |                          |
| Menios Koutsogiorgas          | September 23, 1987     | November 18, 1988      | Moviment Socialista Panhel·lènic |                          |
| Vasilios Rotis                | November 18, 1988      | March 17, 1989         | Moviment Socialista Panhel·lènic |                          |
| Yiannis Skoularikis           | 17 de març de 1989     | 2 de juny de 1989      | Moviment Socialista Panhel·lènic |                          |
| Konstantinos Stamatis         | 2 de juny de, 1989     | 2 de juliol de 1989    | Coalició de l'Esquerra Radical   |                          |
| Fotis Kuvelis                 | 2 de juliol de 1989    | 12 d'octubre de 1989   | Coalició de l'Esquerra Radical   |                          |
| Konstantinos Stamatis         | 12 d'octubre de 1989   | 11 d'abril de 1990     | Coalició de l'Esquerra Radical   |                          |
| Athanasios Kanellopoulos      | 11 d'abril de 1990     | 8 d'agost de, 1991     | Nova Democràcia                  |                          |
| Michael Papakonstantinou      | 8 d'agost de, 1991     | 7 d'agost de 1992      | Nova Democràcia                  |                          |
| Ioannis Varvitsiotis          | 7 d'agost de 1992      | 3 de desembre de 1992  | Nova Democràcia                  |                          |
| Anna Benaki-Psarouda          | 3 de desembre de 1992  | 13 de setembre de 1993 | Nova Democràcia                  |                          |
| Georgios Plagianakos          | 13 de setembre de 1993 | 13 d'octubre de 1993   | Nova Democràcia                  |                          |
| Georgios Kouvelakis           | 13 d'octubre de 1993   | 10 de febrer de 1995   | Moviment Socialista Panhel·lènic |                          |
| Anastasios Peponis            | 10 de febrer de 1995   | 15 de setembre de 1995 | Moviment Socialista Panhel·lènic |                          |
| Ioannis Pottakis              | September 15, 1995     | January 22, 1996       | Moviment Socialista Panhel·lènic |                          |
| Evànguelos Venizelos          | 22 de gener de 1996    | 30 d'agost de 1996     | Moviment Socialista Panhel·lènic |                          |
| Anargyros Fatouros            | 30 d'agost de 1996     | 25 de setembre de 1996 | Moviment Socialista Panhel·lènic |                          |
| Evànguelos Giannopoulos       | 25 de setembre de 1996 | 20 de març de 2000     | Moviment Socialista Panhel·lènic |                          |
| Michael Stathopoulos          | 13 d'abril de 2000     | 24 d'octubre de 2001   | Moviment Socialista Panhel·lènic |                          |
| Philippos Petsalnikos         | 24 d'octubre de 2001   | 10 de març de 2004     | Moviment Socialista Panhel·lènic |                          |
| Anastasios Papaligouras       | 10 de març de 2004     | 19 de setembre de 2007 | Nova Democràcia                  |                          |
| Sotirios Hatzigakis           | 19 de setembre de 2007 | 8 de gener de 2009     | Nova Democràcia                  |                          |
| Nikos Dendias                 | 8 de gener de 2009     | 7 d'octubre de 2009    | Nova Democràcia                  |                          |

## Llista dels Ministres de Justícia, Transparència i Drets Humans (des de 2009)
| Nom                   | Entrada             | Sortida            | Partit                           |
| --------------------- | ------------------- | ------------------ | -------------------------------- |
| Haris Kastanidis      | 7 d'octubre de 2009 | 17 de juny de 2011 | Moviment Socialista Panhel·lènic |
| Miltiadis Papaioannou | 17 de juny de 2011  | 17 de maig de 2012 | Moviment Socialista Panhel·lènic |
| Christos Geraris      | 17 de maig de 2012  | Titular            |                                  |